# Sainte-Lheurine
Sainte-Lheurine là một xã ở tỉnh Charente-Maritime thuộc vùng Nouvelle-Aquitaine tây nam nước Pháp.

## Dân số
| Năm  | Dân số | Density | Percent of the canton |
| ---- | ------ | ------- | --------------------- |
| 1962 | 529    | -       | -                     |
| 1968 | 549    | -       | -                     |
| 1975 | 510    | -       | -                     |
| 1982 | 473    | -       | -                     |
| 1990 | 476    | -       | -                     |
| 1999 | 455    | 25/km²  | 7.4%                  |

- Xã của tỉnh Charente-Maritime